# 1844 в Україні

## Події
- Лютий — знайомство Тараса Шевченка з Осипом Бодянським.
- 1844 — завершення селянських заворушень на Буковині під проводом Лук'яна Кобилиці.
- 1844 — заснування технічної академії у Львові.

## Особи

### Народились
- 23 січня — Комаров Михайло Федорович, український письменник, бібліограф, критик, фольклорист, перекладач і лексикограф часів Російської імперії.
- 30 січня — Володимиров Леонід Євстахійович, український вчений-правознавець, доктор кримінального права (1872), професор.
- 10 березня — Зібер Микола Іванович, український економіст і соціолог, філософ, громадський діяч, перший популяризатор економічного вчення Карла Маркса в Російській імперії та Україні.
- 24 березня — Бачинський Олександр Гаврилович (прізвище також Лешко́вич-Бачи́нський) гербу «Сас»[1], український церковний діяч, богослов, педагог, письменник, видавець, перекладач, доктор богослов'я, батько Юліана Бачинського.
- 15 квітня — Копистинський Теофіл Дорофійович, український художник-реаліст, портретист, а також реставратор.
- 12 травня — Леон Сирочинський (пол. Leon Syroczyński[2], видатний український та польський культурний діяч, професор гірництва, ректор Львівської політехніки, (Вищої політехнічної школи) у 1904—1905 роках.
- 20 травня — Мурашко Микола Іванович, український художник і педагог.
- 18 липня — Ясеницький-Корнич Володимир, український діяч на Буковині.
- 5 серпня — Рєпін Ілля Юхимович, відомий український художник-живописець.
- 5 вересня — Іоанн (Смирнов) — архієрей Російської православної церкви та її Українського екзархату.
- 9 вересня — Пічета Іван (Іоанн) Христофорович, протоієрей, ректор Полтавської духовної семінарії (1890—1902 рр.)
- 29 вересня — Барвінський Осип Григорович, український священик і письменник.
- 19 жовтня — Венгрженовський Сергій Олександрович, етнограф, фольклорист, історик, член Подільського єпархіального історико-статистичного комітету (церковного історико-археологічного товариства).
- 26 листопада — Боровиковський Олександр Львович, судовий діяч, спеціаліст з цивільного права і процесу, відомий також як український фольклорист, закінчив Харківський університет.
- 27 листопада — Свистун Пилип Іванович, український письменник і педагог, гімназійний учитель, москвофіл.
- 24 грудня — Желехівський Євген Ієронімович, український лексикограф, фольклорист, громадський діяч, творець правопису «желехівки».
- 27 грудня — Проценко Василь Миколайович, медик, громадський і політичний діяч. Київський міський голова в 1900—1906 роках, член Державної думи III скликання від міста Києва (1907—1912).

1844 року
- Аландський Павло Іванович, історик, філолог, знавець античності, доцент кафедри грецької словесности Київського Університету Св. Володимира.
- Андріївський Дмитро Іоякимович, керуючий Південно-Західними залізницями (1880—1895).
- Бородай Олександр Іванович, український бандурист.
- Бучацький Володимир Хрисантович, український суддя, актор, письменник.
- Липинський Казимир-Сильвестр-Антоній, український землевласник та батько відомого українського політичного діяча, історика, публіциста і теоретика українського консерватизму В'ячеслава Липинського.
- Константинович Микола Олександрович, український громадський та державний діяч, вчитель, член Київської громади.
- Кулик Павло Васильович, кобзар з с. Волинки Сосницького повіту, Чернігівщина.
- Нейман Самуїл Мойсейович, виконувач обов'язків Таврійського і Одеського караїмського гахама, старший газзан Соборної кенаси Євпаторії, меламмед в Олександрівському караїмському духовному училищі.
- Подолинський Михайло Васильович, український галицький громадський діяч, журналіст, літературний критик, перекладач і педагог.
- Смоленський Леонід Анастасійович, український педагог, учитель історії (серед його вихованців Трохим Зіньківський, Євген Чикаленко та ін.) і громадський діяч, визначний промовець.
- Субботін Віктор Андрійович, український медик-гігієніст.
- Тихомандрицький Матвій Олександрович, український математик, викладач Петербурзького університету 1879 (1883–1885 рр.), професор Харківського університету.
- Успенський Костянтин Ничипорович, український заслужений викладач, статський радник.
- Чачковський Михайло, греко-католицький священик, громадський та освітній діяч.
- Шрейдер Єгор Єгорович, український живописець.

### Померли
- 6 січня — Лісовський Микола Федорович[3], декабрист, поручик Пензенського піхотного полку, підприємець.
- 22 січня — Юшневський Олексій Петрович, декабрист, генерал-інтендант 2-ї армії.
- 14 лютого — Максимович Анатолій Іванович, український релігійний діяч, єпископ Відомства православного сповідання Російської імперії, єпископ Полтавський та Переяславський на Гетьманщині (1812—1816).
- 1 квітня — Данилевський Адріан Трохимович, український композитор, піаніст і педагог.
- 10 квітня — Авксентій Галинський, український церковний діяч, ректор Воронезької духовної семінарії (1819–1821), намісник Києво-Печерської лаври, астоятель Києво-Пустинно-Миколаївського монастиря, випускник Києво-Могилянської академії.
- 14 червня — Мозгалевський Микола Йосипович, декабрист, підпоручик Саратовського піхотного полку.

1844 року
- Вітковський Іван Матвійович, український педагог, скрипаль, диригент, композитор, підприємець.
- Михайловський Дем'ян Трохимович, український співак і музикант, соліст Придворної співацької капели в Петербурзі.

## Засновані, створені
- Мар'їнка
- Село Жданівка (Магдалинівський район) Магдалинівського району Дніпропетровської області.
- Головне училище садівництва у м. Одеса (нині — Уманський національний університет садівництва), яке у 1859 році у зв'язку з малосприятливими умовами для розвитку садівництва в районі Одеси було переведене в м. Умань.
- Палац римо-католицьких архієпископів — архітектурна пам'ятка України, збудована в стилі класицизму 1-ї половини XIX століття у Львові, резиденція римо-католицьких архиєпископів-митрополитів Львівських, місце перебування курії Львівської архидієцезії та управлінського центру Римо-католицької церкви в Україні.
- заснування «Інституту музики» Галицького музичного товариства (нині — Львівська Національна музична академія імені М. В. Лисенка)
- Монастир Згромадження Сестер Найсвяті́шого Серця Ісусового лат. Sacre Coeur) — римо-католицький жіночий монастир, що проіснував століття у Львові.
- Кафедральний Собор Святого Духа — кафедральний собор Української православної церкви (Московського патріархату) в Чернівцях.
- Хадашим — (Стара хасидська синагога, синагога «Якоб Гланцер Шул», синагога на Вугільній) — синагога, будівля якої нині знаходиться на перехресті вулиці Вугільної та площі Святого Теодора (поштова адреса Вугільна, 3) у Львові.
- Дерев'яна церква св. Дмитра — у селі Сидорівка Жидачівського району Львівської області.
- Церква Різдва Пресвятої Богородиці — в селі Арданово Іршавському районі Закарпатської області.
- Церква Святого Миколая Чудотворця — в селі Білківці Зборівського району Тернопільської області.
- Церква Здвиження та її дзвіниця в селі Опорець Сколівського району Львівської області (збудована зі смерекових брусів).
- Церква Успіння Пресвятої Богородиці (Великий Говилів)
- Церква чуда Святого Архистратига Михаїла (Дора)
- Михайлівська церква (місто Городище)
- Церква Вознесіння Христового (Люча)
- Теклинівка
- Мавзолей Інзова
- Шпиківський цукровий завод

## Видання, твори
- «Живописна Украї́на, Мальовнича Україна», альбом, куди ввійшло шість естампів Тараса Григоровича Шевченка виконаних у техніці офорту: «У Києві», «Видубицький монастир», «Судна рада», «Старости», «Казка», «Дари в Чигирині»[4].
- Молодик, український альманах, який видав у Санкт-Петербурзі Іван Бєцький за допомогою Григорія Квітки-Основ'яненка, Василя Каразіна, Миколи Костомарова та інших.
- «Записки Імператорского Одесского общества истории и древностей».
- «Гамалія (твір Т. Г. Шевченка)»
- «Тризна»

## Пам'ятні дати та ювілеї
- 900 з часу початку походу київського князя Ігора І Рюриковича на Константинополь та укладення Русько-візантійського мирного договору з імператором Романом I Лакапіном у 944 році за яким руським купцям дозволялось безмитно торгувати в Царгороді за зобов'язання захисту візантійських володінь у Криму;
- 875 років з часу початку другого Балканського походу київського князя Святослава у 969 році.
- 825 років з початку правління Ярослава Мудрого, Великого князя Київської  Русі у 1019 році.
- 750 років з часу у 1094 році:
  - захоплення Олегом Святославичем з підтримкою половців Чернігова. Він розплатився зі своїми половецькими союзниками, віддавши їм Тмутороканське князівство, яке надалі в літописах не згадується.
- укладення миру Великим князем київським Святополком II Ізяславичем миру з половцями. Він узяв у дружини дочку Тугоркана, хана половецького;
- 700 років з часу у 1144 році:
  - створення Галицького князівства та перенесення князем Володимирком столиці до Галича. У місті спалахнуло повстання проти його правління, яке Володимирко придушив.
  - створення Галицького (Крилоського) Євангелія — однієї з найдавніших книжних пам'яток Київської Русі;
- 675 років з часу захоплення й розорення Києва об'єднаним військом 12 руських князів, очолюваним Андрієм Боголюбським у 1169 році.
- 650 років з часу переходу київського престолу перейшов до Рюрика Ростиславича після смерті Святослава Всеволодовича у 1194 році.;
- 600 років з часу перемоги Данила Галицького біля Мостищ над військом Ростислава Михайловича, претендента на галицький престол у 1244 році.
- 575 років з часу початку правління князя Володимира Васильковича (сина Василька Романовича, брата Данила Галицького) на Волині у 1269 році.
- 400 років з часу надання Магдебурзького права місту Житомиру у 1444 році.
- 375 років з часу надання Магдебурзького права місту Бібрці у 1469 році.
- 275 років з часу у 1569 році:
  - укладення Люблінської унії;
  - надання Магдебурзького права місту Яворову.
- 250 років з часу у 1594 році:
  - початку повстання під проводом Северина Наливайка;
  - вперше за свою історію Військо Запорозьке стало повноправним учасником міжнародної коаліції, уклавши договір із «Священною лігою» щодо спільної боротьби проти Османської імперії;
  - закладення замку у місті Жовква.
- 225 років з часу у 1619 році:
  - виходу «Граматики» Мелетія Смотрицького — першого повного видання церковнослов'янської  мови в українській редакції;
  - заснування Спасо-Преображенського Мгарського монастиря;
  - укладення Роставицької польсько-козацької угоди, за якою реєстр обмежувався трьома тисячами козаків і встановлювалася заборона їх походів до турецьких володінь;
  - першої відомої постановки українських інтермедій у містечку Кам'янка Струмилова на ярмарку;
  - офіційного визнання короля Луцького братства з наданням привілею на будівництво церкви і притулку;
  - морського походу козаків під рукою Якова Бородавки-Нероди на Тягиню.
- 200 років з часу у 1644 році:
  - Охматівської битви в якій Великий коронний гетьман Станіслав Конєцпольський а також князь Ярема Вишневецький розбили переважаючі сили татар Тугай-бея. Рештки втікачів розбив комісар Війська Запорозького Миколай Зацвіліховський біля річки Синюхи (нині Черкаська область);
- 175 років з часу у 1669 році:
  - поділу України на два гетьманства: на Правобережжі гетьманом під османським протекторатом залишився Петро Дорошенко, на Лівобережжі — гетьманом під московським протекторатом проголошено Дем'яна Многогрішного;
  - укладення новообраним лівобережним гетьманом Дем'яном Многогрішним україно-московської угоди — Глухівських статей (16 березня);
  - проголошення альтернативним гетьманом Правобережжя під польським протекторатом Михайла Ханенка;
  - обрання Кошовим отаманом Січі Лукаша Мартиновича.
- 150 років з часу у 1694 році:
  - обрання Кошовим отаманом Війська Запорізького Івана Шарпила, а потім Петра Приму.
- 125 років з часу у 1719 році:
  - створення Київської губернії у складі Київської, Орловської, Бєлгородської і Свевської провінцій. До Київської провінції входила Гетьманщина[5].
  - заснування на Слобожанщині Глушківської (Путивльської) суконної мануфактури — однієї з перших в Україні фабрик.[6]
- 75 років з часу укладення Григорієм Сковородою збірника «Басні Харьковскія» у 1769 році.
- 50 років з часу у 1794 році:
- селищу Хаджибей указом Катерини II надано статус міста (2 вересня), яке в 1795 р. було перейменовано в Одесу;
- 25 років з часу у 1819 році:
  - прем'єри п'єси Івана Котляревського «Наталка Полтавка» на сцені полтавського театру;
  - організації в Полтаві Василем Лукашевичем Малоросійського таємного товариства;
  - повстання військових поселенців у Чугуєві;
  - закриття в Полтаві масонської ложі «Любов до істини»;
  - заснування Інституту проблем ендокринної патології імені В. Я. Данилевського Національної академії медичних наук України;

### Видатних особистостей

#### Народились
- 100 років з дня народження у 1744 році Данила Самійловича Самойловича (Сушковського), український медик, засновник епідеміологічної служби в Росії, фундатор першого в Україні наукового медичного товариства;
- 75 років з дня народження у 1769 році Івана Петровича Котляревського (1769—1838), письменника, поета, драматурга, громадського діяча, основоположника сучасної української літератури;
- 50 років з дня народження у 1819 році:
  - Пантелеймона Олександровича Куліша (1819—1897), українського письменника, фольклориста, етнографа, мовознавця, перекладача, критика, редактора та видавця.
  - Григорія Павловича Ґалаґана (1819—1888), громадського діяча, мецената, великий поміщик на Полтавщині і Чернігівщині, представник відомого старшинсько-дворянського роду Ґалаґанів;
  - Ніколи Артемовича Терещенка, українського підприємця та благодійника, старшого сина засновника династії Терещенків Артемія Яковича Терещенка, почесного громадянина міста Києва.

#### Померли
- 350 років з дня смерті у 1494 році:
  - Юрія Михайловича Донат-Котермака, український філософ, астроном, уродженець міста Дрогобич, в 1481—1482 роках ректор Болоньського університету, в 1487—1494 роках професор Ягеллонського університету в Кракові, викладач Миколи Коперника;
- 150 років з дня смерті у 1694 році:
  - Юрія-Франца Кульчицького, запорізький військовий, герой оборони Відня (1683); увійшов в історію також як засновник однієї з перших у Відні кав'ярні (1686).
- 75 років з дня смерті у 1769 році:
  - Максима Ієвлевича Залізняка, козацький гетьман, керівник гайдамацького повстання (1768–69 рр.), відомого під назвою Коліївщина.
- 50 років з дня смерті у 1794 році:
  - Григорія Савича Сковороди, найвидатніший український просвітитель-гуманіст, філософ, поет, педагог.